# Olga Glatskikh
Olga Glatskikh (née le 13 février 1989 à Lesnoï) est une gymnaste rythmique russe.

## Biographie
Olga Glatskikh remporte aux Jeux olympiques d'été de 2004 à Athènes la médaille d'or par équipe avec Elena Posevina, Olesia Beluguina, Tatiana Kurbakova, Natalia Lavrova et Elena Murzina.

## Palmarès

### Jeux olympiques
- Athènes 2004
  -  médaille d'or par équipe.